# استارواکی
استارواکی (به لاتین: Staraveckë) یک روستا در آلبانی است که در استان اسکراپار واقع شده‌است.